# Festival international du cinéma indien
Pour les articles homonymes, voir IFFI.

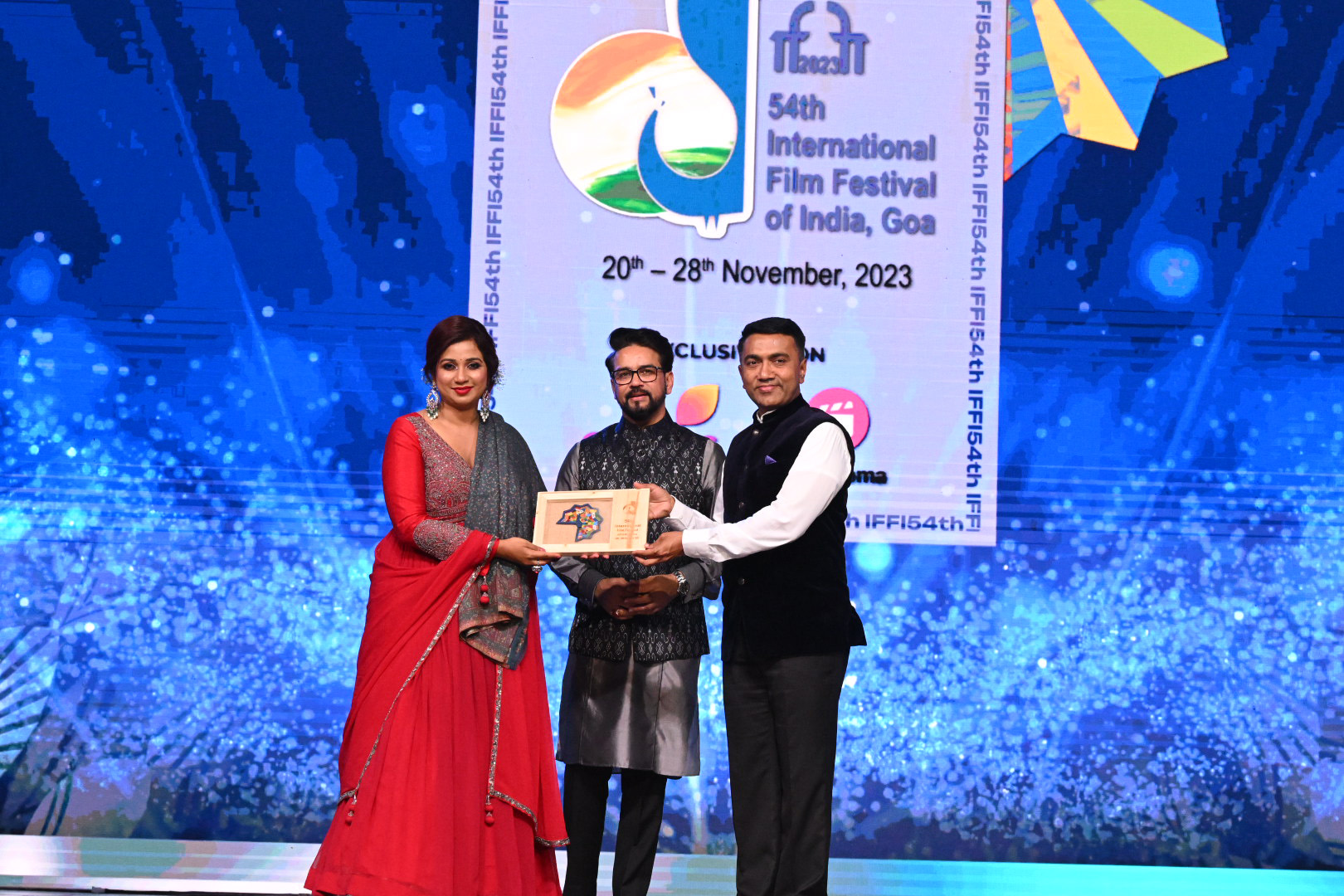
Remise de prix à l'édition 2023.

Le Festival international du cinéma indien, (anglais : International Film Festival of India ou IFFI ; marathi : भारतीय आंतरराष्ट्रीय चित्रपट महोत्सव) est un festival de cinéma situé à Goa (en Inde). Il se déroule chaque année fin novembre-début décembre.
Il s'agit d'un des plus anciens festivals indiens, ayant été fondé en 1952.

## Historique
Fondé en 1952, le Festival international du cinéma indien est organisé par la Direction des festivals de films (DFF) sous la tutelle du ministère de l'Information et de la Radiodiffusion de l'Inde. Initialement itinérant, il trouve son emplacement permanent à Goa en 2004, où il se tient dans le complexe culturel Dr. Shyama Prasad Mukherjee Indoor Stadium.

## Prix du Paon d'or
Le prix du Paon d'or (Golden Peacock Award) est décerné au meilleur film en compétition. Voici une liste des récipiendaires depuis sa création :
| Année | Film                          | Réalisateur               | Pays                | Source |
| ----- | ----------------------------- | ------------------------- | ------------------- | ------ |
| 1965  | Gamperaliya                   | Lester James Peries       | Sri Lanka           | [ 4 ]  |
| 1980  | Aakrosh                       | Govind Nihalani           | Inde                | [ 5 ]  |
| 1987  | Wisdom Tree                   | Rajan Khosa               | Inde                | [ 6 ]  |
| 2003  | À cinq heures de l'après-midi | Samira Makhmalbaf         | Iran/ France        | [ 7 ]  |
| 2004  | Les Enfants de Belle Ville    | Asghar Farhadi            | Iran                | [ 8 ]  |
| 2005  | Iron Island                   | Mohammad Rasoulof         | Iran                | [ 9 ]  |
| 2006  | Forever Flows                 | Abu Sayeed                | Bangladesh          | [ 10 ] |
| 2007  | On the Wings of Dreams        | Golam Rabbany Biplob      | Bangladesh          | [ 11 ] |
| 2008  | Tulpan                        | Sergueï Dvortsevoy        | Kazakhstan/ Russie  | [ 12 ] |
| 2009  | The Other Bank                | George Ovashvili          | Géorgie/ Kazakhstan | [ 13 ] |
| 2011  | Porfirio                      | Alejandro Landes          | Colombie/ Argentine | [ 14 ] |
| 2012  | Thy Womb                      | Brillante Mendoza         | Philippines         | [ 15 ] |
| 2013  | Beatriz's War                 | Luigi Acquisto, Bety Reis | Timor oriental      | [ 16 ] |
| 2014  | Leviathan                     | Andreï Zviaguintsev       | Russie              | [ 17 ] |
| 2015  | Embrace of the Serpent        | Ciro Guerra               | Colombie            | [ 18 ] |
| 2016  | Dokhtar                       | Reza Mirkarimi            | Iran                | [ 19 ] |
| 2017  | 120 Battements par minute     | Robin Campillo            | France              | [ 20 ] |
| 2018  | Donbass                       | Sergei Loznitsa           | Ukraine             | [ 21 ] |
| 2019  | Les Particules                | Blaise Harrison           | France/ Suisse      | [ 22 ] |
| 2020  | Into the Darkness             | Anders Refn               | Danemark            | [ 23 ] |
| 2021  | Ring Wandering                | Masakazu Kaneko           | Japon               | [ 24 ] |
| 2022  | I Have Electric Dreams        | Valentina Maurel          | Costa Rica          | [ 25 ] |
| 2023  | When the Waves Are Gone       | Lav Diaz                  | Philippines         | [ 26 ] |

## Répercussions culturelles et économiques
Le Festival international du cinéma indien joue un rôle central dans la promotion du cinéma indien à l'échelle mondiale et offre une plateforme pour les films émergents et indépendants. Il attire chaque année des milliers de visiteurs, contribuant au développement économique et touristique de Goa. Le festival est également un espace de dialogue culturel, où des réalisateurs du monde entier présentent leurs œuvres.